# 중부전구
중국인민해방군 중부전구(中國人民解放軍 中部戰區, 영어: Central Theater Command, CTC)는 중국 인민해방군의 전구(戰區)이며 5대 전구 중 중부에 위치한 전구이다.

중부전구

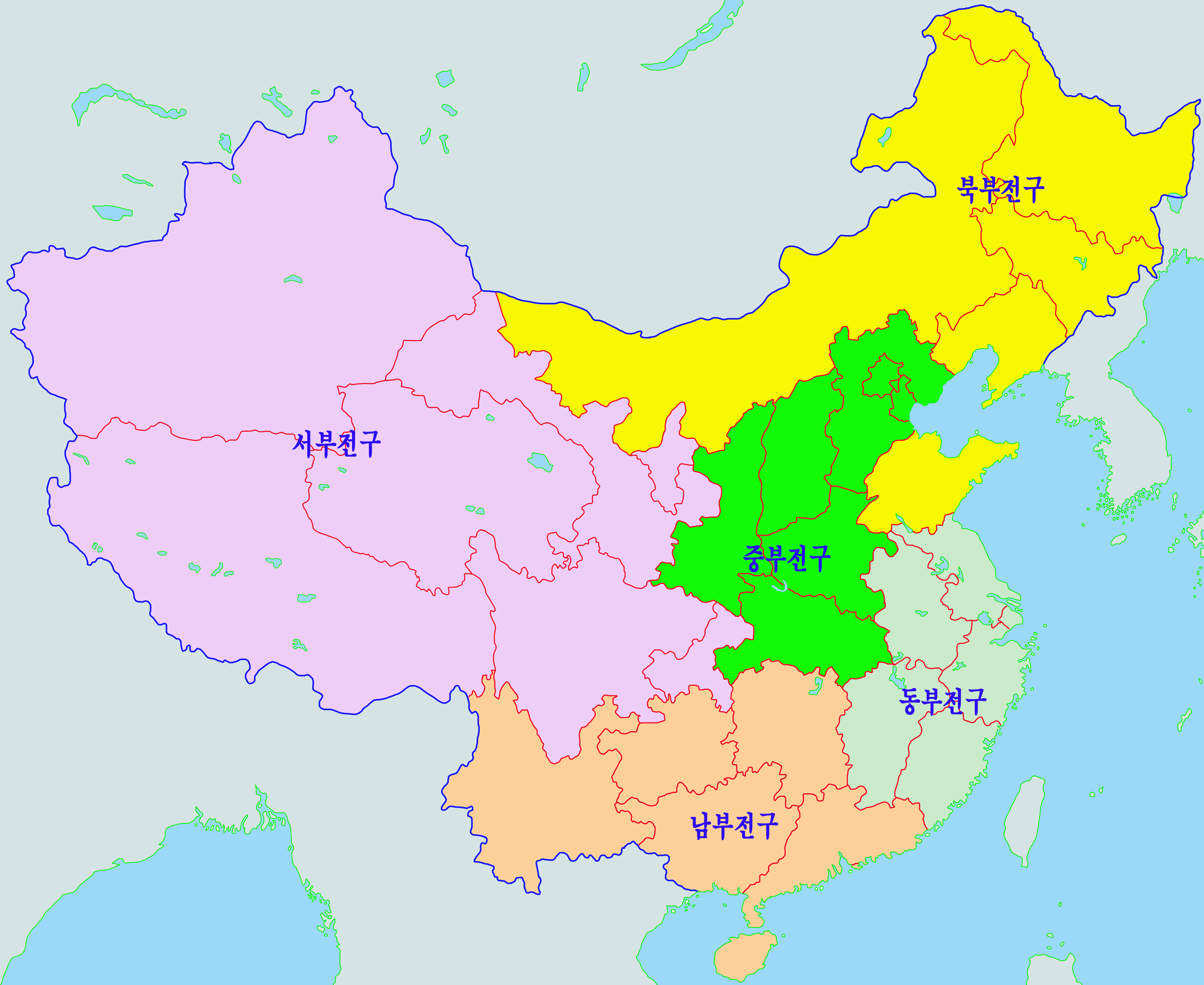
중국은 세계 4위 영토대국이며 세계 2위 경제대국이기 때문에 광활한 영토를 지키기 위해 영토를 기점으로 5개의 큰 군집단이 지키고 있다. 이들은 전구로 불린다.

## 역사
2016년 2월 1일, 중화인민공화국 베이징의 바이이 빌딩(八一大楼)에서 열린 중국 인민해방군 창립 회의가 열렸다. 회의에서 시진핑 국가주석 겸 중국 공산당 총서기는 전군을 7개 군구 편제에서 5개 전구 편제로 바꿀 것을 요구했다.

### 방어하는 영토
수도 베이징과 톈진을 비롯해 허베이성, 샨시성, 산시성, 허난성, 후베이성을 포함한 중화인민공화국 중심부 영토를 방어한다. 방어하는 면적은 93만km2에 달한다.

## 중부전구 사령부
- 사령부 : 베이징
- 사령원 : 린샹양(林向陽 56) 상장
- 정치위원 : 주셩링 상장
- 부사령원 : 구지안창 중장
- 부정치위원 : 왕청난 중장

## 육군
- 중부전구 육군사령부 = 허베이성 스자좡시 주둔
  - 제81집단군(허베이성 장자커우시 주둔 : 구 베이징 군구 제65집단군)
  - 제82집단군(허베이성 바오딩시 주둔 : 구 베이징 군구 제38집단군)
  - 제83집단군(허난성 신샹시 주둔 : 구 지난 군구 제54집단군)

## 공군
- 인민해방군 공군 중부전구 = 베이징 MRAF
  - 제7 항공사단 : J-11 연대 + J-7B 연대
  - 제15 항공사단(ftr/atk) : J-7C 연대 + Q-5 연대 + J-7D 연대
  - 제24 항공사단 : J-10 연대 + J-8 연대 + J-8A 연대
  - 1개 비행 테스트 센터 : Su-30, Su-27/J-11, J-8C, J-10, J-7E, JJ-7이 로테이션 형태로 운용됨
  - J-7B, JJ-7로 구성된 1개 비행훈련 기지
  - CJ-6/JJ-5/K-8로 구성된 2개 비행훈련학교
  - 3개 SAM 사단
  - 1개 복합 방공 사단

### 중국 인민해방군 공군 전구별 전력
| 전구 | J-11    | J-10    | J-16   | J-20  | JH-7   | Su-27  | Su-30 | 3세대전투기(계) | 조기경보기(계) |
| ---- | ------- | ------- | ------ | ----- | ------ | ------ | ----- | --------------- | -------------- |
| 중부 | 200(4)  | 130(3)  | 25(1)  | 10(1) | 25(1)  | 50(1)  | 0     | 430             | 10             |
| 북부 | 150(3)  | 60(2)   | 50(2)  | 0     | 50(1)  | 0      | 0     | 260             | 8              |
| 동부 | 100(2)  | 125(3)  | 25(1)  | 10(1) | 125(3) | 25(1)  | 70(2) | 340             | 14             |
| 남부 | 0       | 125(3)  | 25(1)  | 0     | 0      | 25(1)  | 25(1) | 200             | 0              |
| 서부 | 200(4)  | 20(1)   | 0      | 0     | 70(2)  | 25(1)  | 0     | 225             | 6              |
| 전체 | 620(13) | 460(12) | 128(5) | 20(2) | 270(7) | 100(3) | 97(2) | 1,695           | 38             |

## 같이 보기
- 동부전구
- 서부전구
- 남부전구
- 북부전구
- 중국 인민해방군